# Гнарр, Йон
Йон Гнарр (исл. Jón Gnarr, имя при рождении Йоун Гюннар Кристинссон, исл. Jón Gunnar Kristinsson, род. 2 января 1967, Рейкьявик, Исландия) — исландский комедийный актёр, писатель, музыкант и политик. Основатель «Лучшей партии», мэр Рейкьявика с 2010 по 2014 год. Отец пятерых детей.

## Биография
Родился в семье пожарного-коммуниста. В детстве страдал от дислексии, и ему ошибочно поставили диагноз «умственная отсталость». Впоследствии у него диагностировали синдром дефицита внимания и гиперактивности. В юности играл в панк-группе, подрабатывал таксистом, учился в нескольких высших школах, но так и не окончил университет. Также работал медбратом в психиатрической больнице и рабочим на заводе Вольво в Швеции. Интересовался идеями анархизма, даосизма и комик-труппой «Монти Пайтон».
С 1994 года выступал на радио, с 1997 года работал на телеканале Stöð 2.
В 2006 году была опубликована его книга «Индеец, или Вымышленная биография» (исл. Indjáninn. Skálduð ævisaga).
Основанная им «Лучшая партия» позиционирует себя как «анархо-сюрреалистическую» и «открыто коррумпированную», обещая не выполнять своих предвыборных обещаний, среди которых: бесплатные полотенца в бассейнах, белый медведь в зоопарке, «Диснейленд» в аэропорту Рейкьявика, списание всех долгов, а также «парламент, свободный от наркотиков». От своих партнёров в муниципальном совете — Социал-демократического альянса — требовал регулярно смотреть сериал «Прослушка».
В 2010 году, на открытии гей-парада Йон Гнарр появился переодетым в женское цветастое платье. На Гнарре был белокурый парик, губы были выкрашены ярко-красной помадой. Выступая на сцене, мэр заявил, что «сам мэр не смог прийти». На гей-параде 2012 года Йон проехал по столице Исландии в ярком платье и цветной балаклаве, таким образом он выразил свою поддержку заключенным девушкам из группы Pussy Riot. Летом 2013 года выразил намерение разорвать или пересмотреть побратимские отношения с Москвой в связи с российской позицией в отношении ЛГБТ-сообщества.
Результатом правления его партии было полное реструктурирование финансов, были построены десятки километров велосипедных дорожек, а также была проведена реорганизация школ. Рост туризма в Рейкьявике составил 20 %.

## Гнарр в искусстве
В 2010 году вышел документальный фильм «Гнарр» режиссёра Гёйкюра Ульфарссона. Фильм рассказывает о предвыборной гонке Йона Гнарра на пост мэра Рейкьявика. В России премьера фильма состоялась на телеканале 24Док.

## Как мэр Рейкьявика
После того, как Гнарр стал мэром Рейкьявика, было в шутку предложено назвать город Гнарренбургом, по названию более раннего телевизионного ток-шоу с участием Гнарра. Будучи мэром, он появился на гей-параде 2010 года в образе драг-квин, опубликовал видео-поздравление с праздником в маске Дарта Вейдера и шапке Санта-Клауса, и предложил слияние с соседним муниципалитетом Копавогюр. Гнарр протестовал против обращения китайского правительства с правозащитником Лю Сяобо, до объявления премии Лю на Нобелевскую премию мира 2010 года. Он также заявил, что считает важность Европейского Союза сильно переоцененной. Его правительство также включило предоставление долгожданного разрешения на строительство первой в Исландии мечети.
30 октября 2013 года Гнарр объявил, что не будет баллотироваться на второй срок после истечения первого в июне 2014 года.

## Кандидат в президенты
В январе 2016 года Йон Гнарр активно обсуждал возможное участие в президентских выборах 2016 года, но уже 16 января он объявил, что не собирается баллотироваться.
Перед президентскими выборами 2024 года Гнарр возобновил дискуссию о своём участии в президентской гонке и 5 января заявил, что не исключает своего участия в ней. 12 февраля он объявил, что всерьез рассматривает возможность баллотироваться на пост президента. 2 апреля 2024 года через свои социальные сети он объявил о выдвижении на пост президента Исландии. По результатам выборов Йон Гнарр оказался на 4-м месте среди кандидатов с 10,1 %.

## Парламентская карьера
На парламентских выборах 2024 года Йон баллотировался от партии Возрождение в избирательном округе на юге Рейкьявика и набрав 17,7% стал депутатом альтинга.